# Lo stato del Garbage Patch

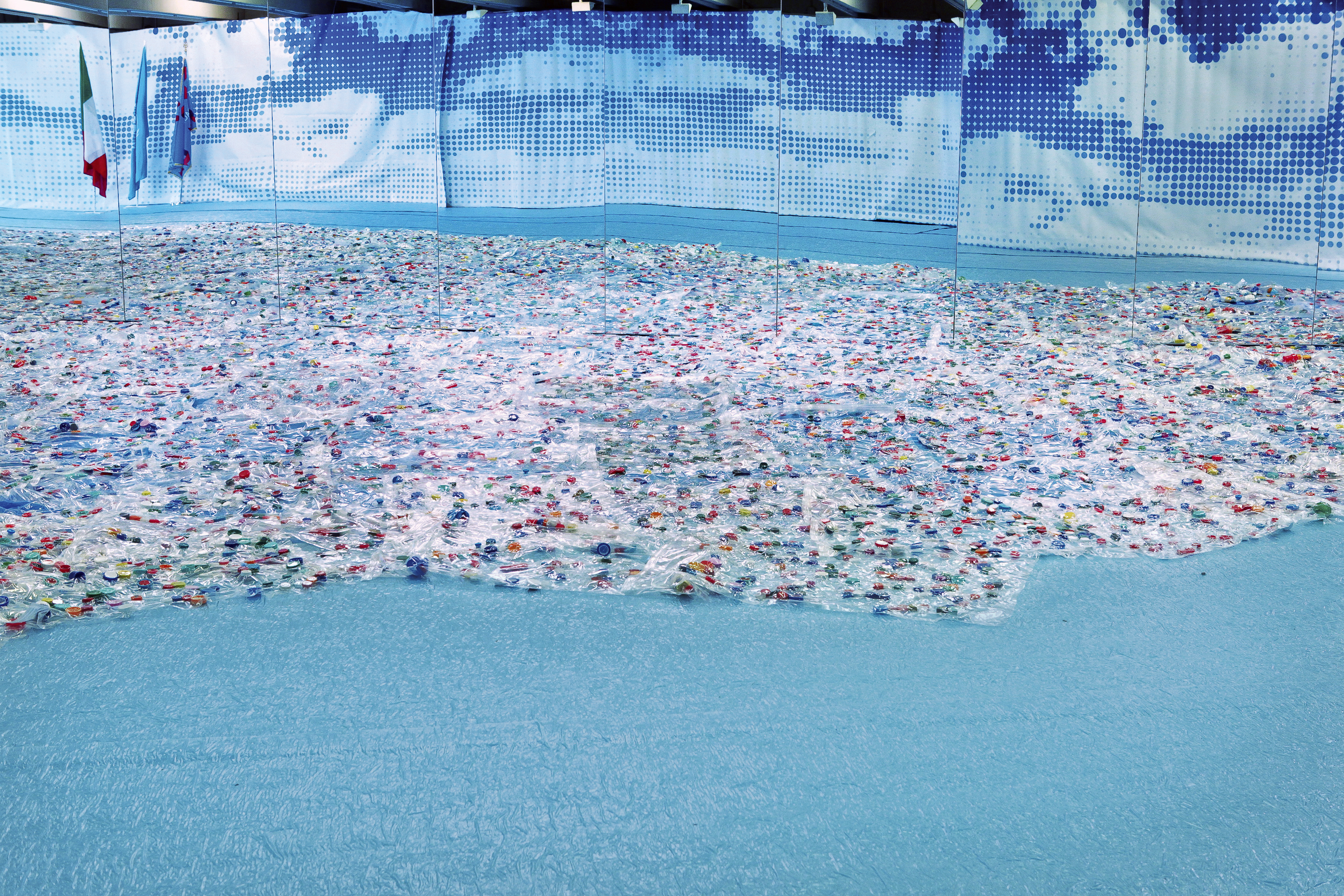
Presentazione ufficiale del Garbage Patch State presso il quartiere generale dell'UNESCO a Parigi

Il "Garbage Patch State – Wasteland" è un'opera artistica ambientale di Maria Cristina Finucci, dove l'immagine concreta e tangibile del Garbage Patch State, inventata dall'artista, è usata per portare consapevolezza sul drammatico problema ambientale che porta lo stesso nome, causato dalla dispersione di detriti di plastica negli oceani.
Wasteland è un progetto transmediale portato avanti dal 2012 con l'appoggio dell'UNESCO e del Ministero dell'Ambiente italiano attraverso un ciclo di installazioni, performance, video e altre iniziative progettate dall'artista per creare l'idea visiva dello stato del Garbage Patch.

## Installazioni
- UNESCO Parigi: 11 Aprile 2013
- Venezia Ca' Foscari[3]: 12 Aprile 2013
- Madrid ARCO: 18 Febbraio 2014
- MAXXI[4]Roma: 11 Aprile 2014xNew York UNHQ: 29 Settembre 2014
- Ginevra UNOG: 4 Giunio 2015 per World Environment Day Celebrations
- EXPO Milano: 15 Giugno 2015
- Venezia Conferenza BLUEMED[5]: 16 Ottobre 2015
- New York Times, Energy for tomorrow conference - COP21 Parigi: 30 Novembre 2015[6]
- UNIPA Palermo: 11 April 2016
- Mozia, Sicilia: 25 Settembre 2016[7]
- Campidoglio + Foro Romano, Roma: 8 Giugno - 29 Luglio 2018, HELP the Ocean[8]
- Fuorisalone 2019[9], 8 Aprile - 14 Aprile 2019
- Istituto Italiano di Cultura di Los Angeles, 14 Ottobre- 1 Novembre 2022[10]
- Fuorisalone 2023, 17 Aprile - 23 Aprile 2023[11]

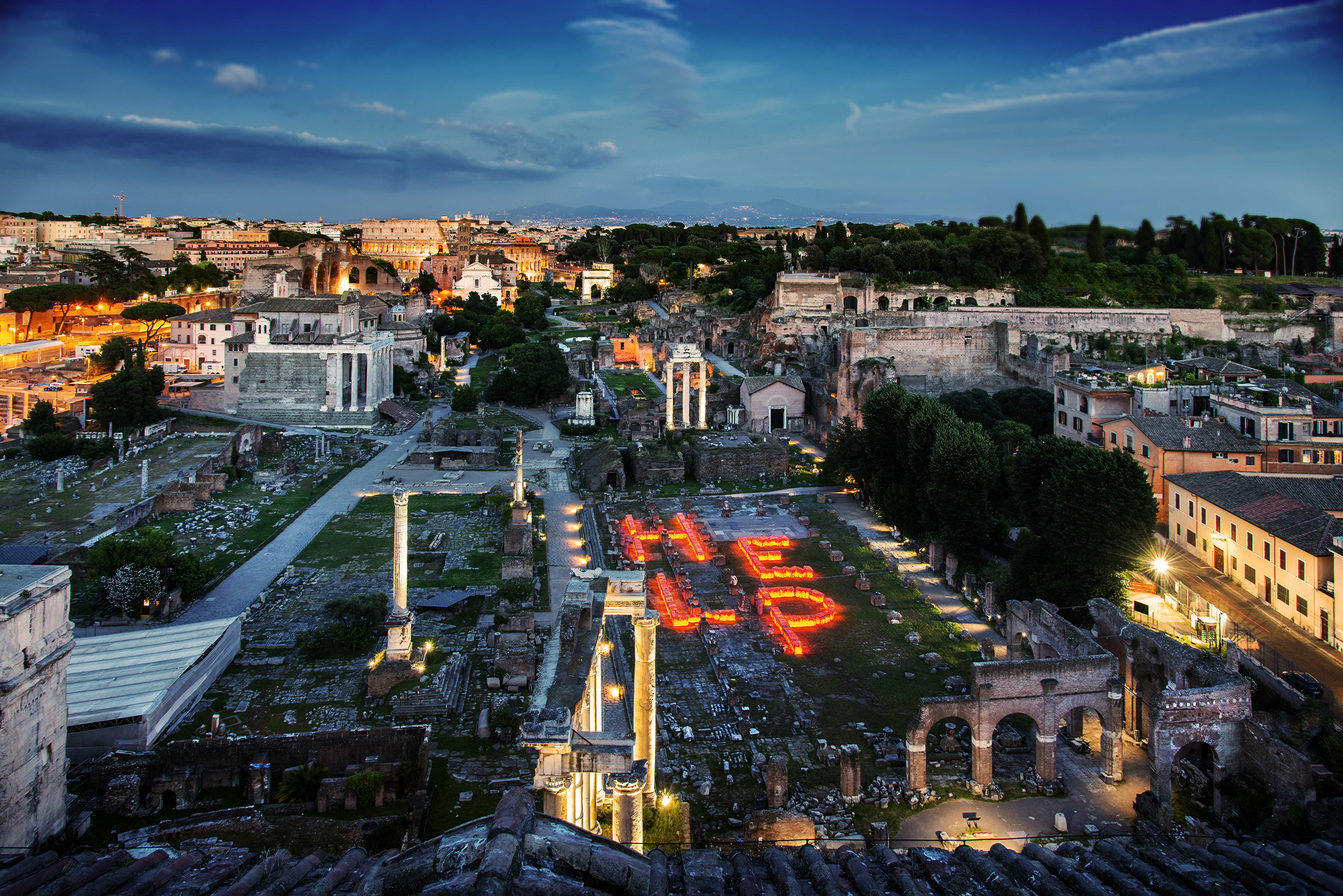
HELP the Ocean - Fori Imperiali - Roma 2018

## Storia
La dichiarazione all'UNESCO
L'undici aprile del 2013, nella “Salle des pas perdus” del quartiere generale dell’UNESCO a Parigi, avvenne la prima presentazione del Garbage Patch State attraverso una grande installazione e una performance artistica. Vennero esposte centinaia di buste di plastica, ognuna riempita d’acqua e una moltitudine di tappi colorati di plastica. Queste buste dovevano essere delle riproduzioni metaforiche delle “isole” di spazzatura presenti nel mare.
Le buste vennero disposte davanti ad uno specchio lungo approssimativamente 30 metri, in modo tale che sembravano il doppio di quante non ci fossero in realtà. Nel muro opposto agli specchi, c’era una grande immagine che rappresentava delle nuvole distanti composte da dei grandi pixel.
Gli spettatori presenti in questa performance, non solo potevano visualizzare il garbage patch in maniera diretta, ma erano anche riflessi dallo specchio e posti al centro dell’opera stessa come protagonisti.
Alla presenza del Direttore Generale dell’UNESCO Irene Bokova, dell’ambasciatore presso L’Italia e Rappresentante Permanente Maurizio Serra, e del Direttore per la Cultura Francesco Bandarin e del pubblico, Maria Cristina Finucci ha pronunciato l’inaugurazione officiale dello stato del Garbage Patch.

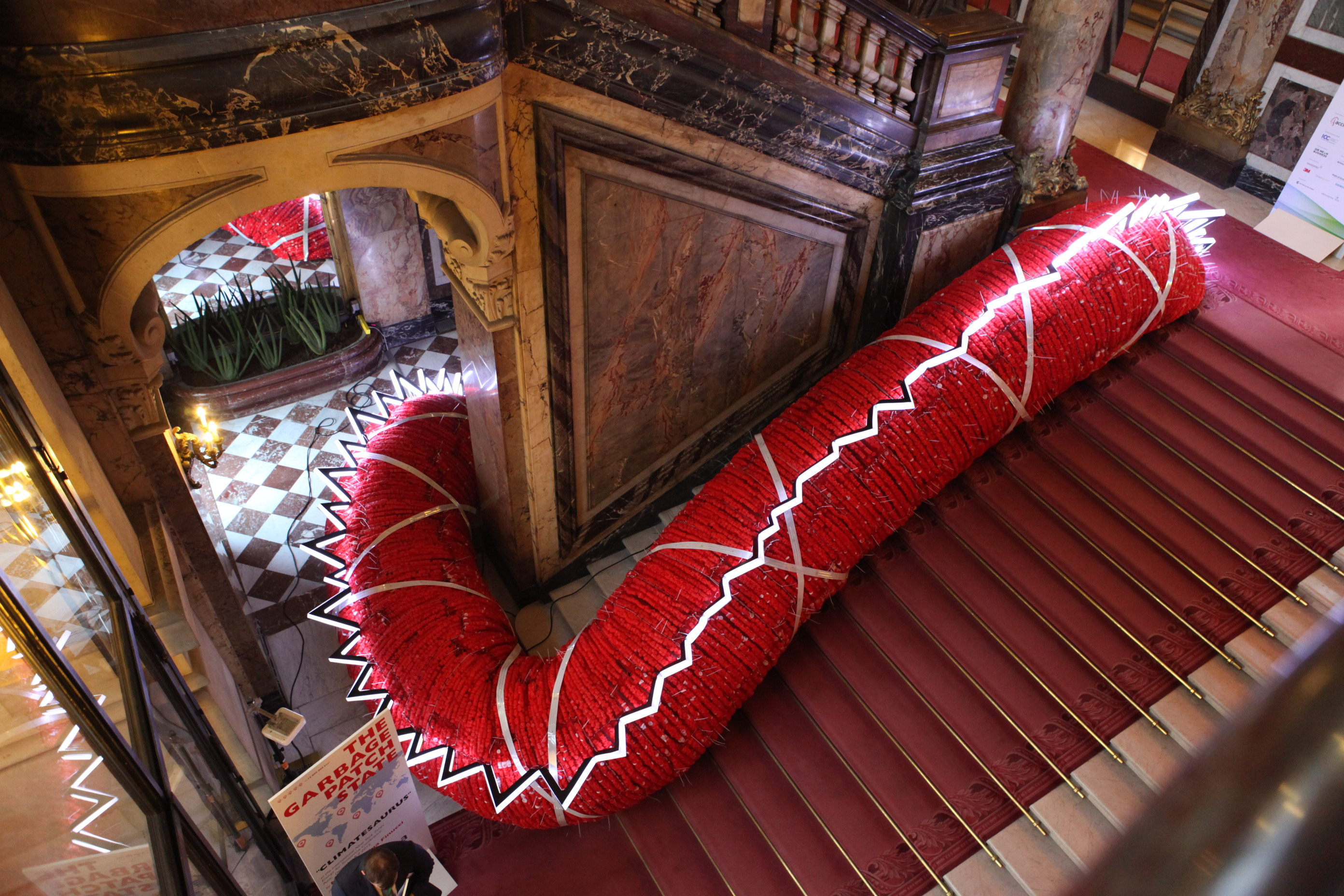
Climatesaurus, COP21 Parigi, 2015

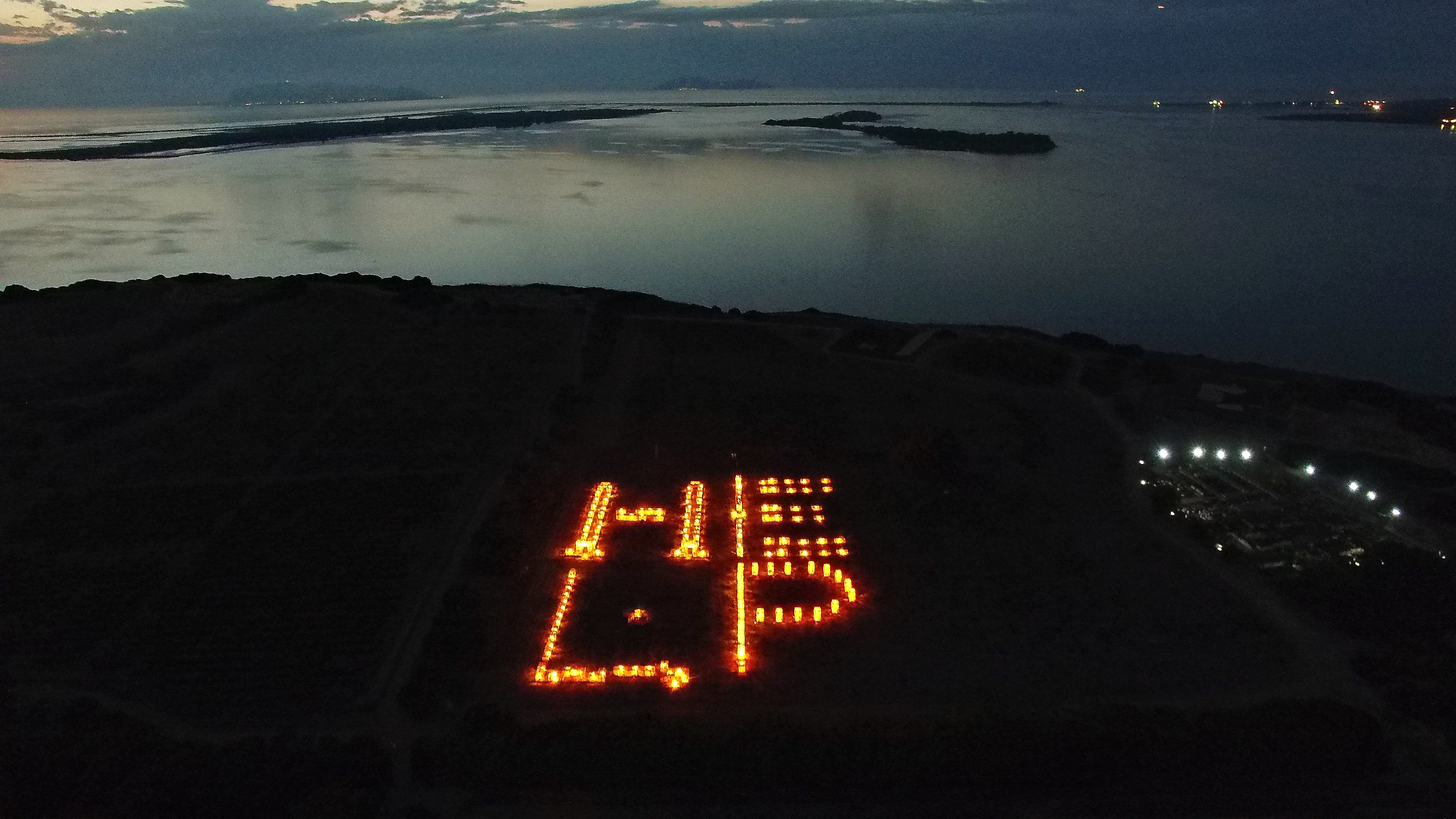
HELP, opera di Maria Cristina Finucci e la sua associazione Garbage Patch State

Dopo pochi mesi viene realizzato il suo padiglione nazionale all'università di Ca' Foscari durante la cinquantacinquesima edizione della Biennale di Venezia. L'opera ha proseguito il suo viaggio a Madrid, con un'installazione sulla Gran Via, come evento collaterale della fiera ARCO, seguita dall'apertura di un'ambasciata presso il museo MAXXI di Roma in occasione della prima festa nazionale dello Stato. Nello stesso anno l'artista porta il suo progetto nella sede delle Nazioni Unite a New York. Un anno dopo una nuova opera del ciclo Wasteland, commissionata dalla Fondazione Bracco, compare come evento collaterale dell'EXPO 2015 di Milano. In seguito, in occasione della Bloomed Conference, il Garbage Patch State si presenta con un'opera particolare chiamata "Bluemedsaurus", un misterioso serpente di plastica. Il serpente di plastica, stavolta chiamato Climatesaurus, si presenta poco dopo alla New York Times Conference di Parigi per il COP 21.
Nel 2016 l'isola di Mozia, in Sicilia, ospita l'installazione HELP, risultato dell'assemblaggio manuale di oltre 5 milioni di tappi usati di plastica colorata racchiusi in gabbioni metallici, delineando in uno spazio di forma quadrangolare la parola HELP, che si snoda sul terreno con grandi lettere tridimensionali. Nella giornata mondiale della terra del 2018, il garbage patch state ha firmato l'agenda 2030 dell'ONU per lo sviluppo sostenibile, proponendo 17 obiettivi mondiali per la riduzione dell'impatto ambientale della nostra presenza. Al momento di acconsentire e firmare l'agenda, erano presenti anche il ministro italiano dell'Ambiente Gianluca Galletti ed il portavoce Enrico Giovannini. L'8 giugno 2018, giornata mondiale degli oceani, il Campidoglio si è illuminato di notte per godere della nuova installazione HELP ripresa dall'alto. L'opera dell'artista Maria Cristina Finucci unisce alle rovine più visitate al mondo le provocatorie rovine plastiche contemporanee.

## Collaborazioni
Il progetto, ancora in corso, viene portato avanti con la collaborazione di istituzioni accademiche come l'università Ca' Foscari di Venezia, le università La Sapienza e Roma Tre a Roma, e l'istituto europeo di design a Madrid. I maggiori partner economici del progetto sono stati Eni (per le installazioni a Parigi, Roma e Venezia) e ENDESA (per l'installazione a Madrid), Enel (per l'installazione al Foro Romano), Enel X (per l'installazione al Foro Romano), Fondazione Bracco (per Milano Expo 2015, Expo in the City, e per il Foro Romano), Gruppo Maccaferri (per le installazioni di HELP, Mozia e HELP the Ocean, Roma), Fondazione Terzo Pilastro (per l'installazione di HELP Mozia).

### Documentari
L'opera Wasteland del Garbage Patch State è stata finora oggetto di due documentari. Il primo è una produzione di Sky Arte, mentre il secondo è a cura di BBC World Service, "Art from the Anthropocene-...".